# Битва под Городком
Битва под Городком — одно из сражений Русско-польской войны 1654—1667 годов, состоявшееся 20 (30) сентября 1655 года у Городка (Слонигродека (Городека или Городка)) в нынешней Львовской области. 
Русское войско и запорожские казаки под предводительством стольника князя Григория Ромодановского и миргородского полковника Григория Лесницкого разбили польско-литовскую армию Станислава Потоцкого, которая была вынуждена отступить, бросив весь обоз. Потоцкий с остатками своей армии вскоре сдался в плен шведам.

## Предыстория
Весной 1654 года, из-за присоединения Малороссии возникла война с Польшею. В январе Богдан Хмельницкий вместе с боярином Василием Шереметевым встретились с польскими и татарскими войсками под Охматовым (Битва на Дрожи-поле). Здесь русские два дня отбивались от превосходившего их числом противника и отступили к Белой Церкви, где находилось другое русское войско под начальством окольничего Ф. В. Бутурлина. 1 марта 1655 года стольник, князь Г. Г. Ромодановский, с боярином и дворецким В. В. Бутурлиным был послан в Белую Церковь, на смену воеводам боярину Вас. Б. Шереметеву и Фед. Вас. Бутурлину, с приказанием при этом идти оттуда с Б. Хмельницким под Литовские города. Воеводы с гетманом Хмельницким, в июле, выступили в поход и, пользуясь неизменным успехом, проникли в Галицию, беря город за городом. Летом 1655 года русско-казацкие войска начали развивать наступление на южном театре военных действий. В районе Львова собирались войска Великого коронного гетмана Станислава Потоцкого.
18 (28) сентября войска воеводы Василия Васильевича Бутурлина и гетмана Богдана Хмельницкого вышли к Львову. Гетман Потоцкий при приближении противника отступил от города на три версты и встал на подготовленных позициях около Солёного Городка. Бутурлин и Хмельницкий, осадили Львов, а против войск Потоцкого пошёл отряд под командованием стольника князя Григория Ромодановского и миргородского полковника Григория Лесницкого.

## Битва
Польский гетман Потоцкий, ожидавший подхода противника, занял максимально выгодную позицию. Под Городком был построен укреплённый лагерь, размещавшийся к западу от Городокско-Дроздовичского пруда на полях села Дроздовичи. С юга лагерь защищали болота речки Верещицы. Единственный путь, по которому можно было подойти к лагерю, лежал через плотину между прудом и рекой Верещицей. Сторожевые посты Великого гетмана стояли на гребле и в Городке. Гетман Потоцкий был уверен в неприступности своих позиций и «думал, что пруд, который местечко обмывает, и много источников воды широко разлитых… является достаточным для охраны войска, и обложил только греблю».
В ночь на 20 (30) сентября русско-казацкие войска атаковали позиции армии великого гетмана. Казаки сделали плотины на протоках, перебрались через них, вступили в бой с караулами и опрокинули отряд, высланный, чтобы помешать переправе. Одновременно князь Ромодановский атаковал польские позиции в Городке, в котором начался пожар. Польские войска оказывали упорное сопротивление. Гетману Потоцкому удалось потеснить противника, но вскоре фронт выпрямился, и оба фланга русско-казацкой армии атаковали лагерь гетмана. В это время польские войска увидели приближение новой армии. Это был отряд перемышельского посполитого рушения, шедший на соединение с гетманом. В суматохе боя поляки решили, что это идет армия Хмельницкого и Бутурлина. В войсках гетмана началась паника, солдаты бежали с поля боя. Князю Ромодановскому достались бунчук коронного гетмана, знамёна, литавры, артиллерия, весь обоз и множество пленных. Отступающих солдат великого гетмана преследовали по трём направлениям, доходя даже до Ярослава. В плен попали племянник великого гетмана брацлавский воевода Ян Потоцкий и виногородский староста Гулевич.

## Последствия
Победа под Городком обеспечила свободу действий для войск Бутурлина и Хмельницкого. Армии Речи Посполитой на южном театре военных действий больше не существовало.